# Liste de points extrêmes de l'Océanie

Carte de l'Océanie

Voici une liste des points extrêmes de l'Océanie.

## Latitude et longitude
- Nord : atoll de Kure,  États-Unis (28° 25′ N, 178° 20′ O)
- Sud : île Jacquemart, au Sud de l'île Campbell,  Nouvelle-Zélande (52° 37′ S, 169° 08′ E)
- Ouest : Rocher Meyer, îles MacDonald,  Australie (53° 01′ 18″ S, 72° 34′ 39″ E)[1],[2]
- Est : île Ducie,  Îles Pitcairn (24° 24′ S, 124° 48′ O)

## Altitude
- Maximale : pyramide Carstensz,  Indonésie, 4 884 m (4° 05′ S, 137° 11′ E)[3]
- Minimale : lac Eyre,  Australie, -15 m (28° 22′ S, 137° 22′ E)[4]

## Vue d'ensemble
| Atoll de Kure Îles Mukojima Île Jacquemart Bishop and Clerk Islets Rocher Meyer Île Dirk Hartog West Island Non nommé Île Ducie Île de Pâques Île Sala y Gómez Cap York South Point Pointe Escarpée Cap Byron Puncak Jaya Mont Wilhelm Mont Kosciuszko Lac Eyre Challenger Deep |